# M29 (amas ouvert)
Pour les articles homonymes, voir M29.
Messier 29, également connu sous la désignations NGC 6913, est un amas ouvert situé dans la constellation du Cygne. Il a été découvert par l'astronome français Charles Messier en 1764.  
Selon la classification des amas ouverts de Robert Trumpler, cet amas renferme moins de 50 étoiles (lettre p) dont la concentration est moyennement faible (III) et dont les magnitudes se répartissent sur un grand intervalle (le chiffre 3). La classification II 3 m du site Lynga est toutefois différente : II une concentration moyenne, 3 un  grand intervalle et m entre 50 et 100 étoiles, soit 50 étoiles. En fait, les estimations modernes lui confère un nombre d'étoiles égal à 170.  

## Observation

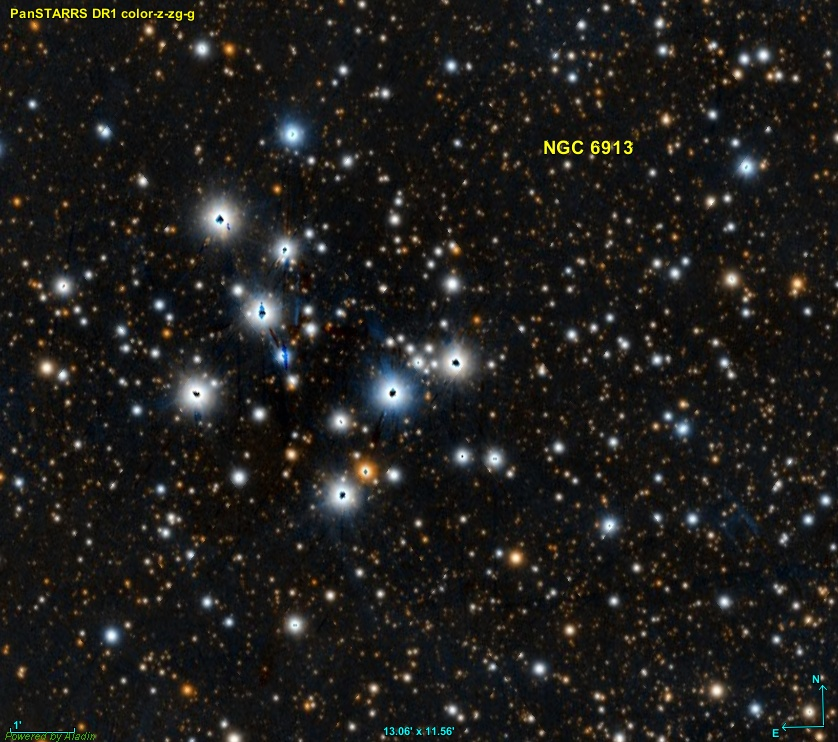
Messier 29 par le relevé Pan-STARRS.

La magnitude de 6,6 de l'amas le rend visible avec de petites jumelles. Avec un télescope, il faut utiliser un faible grossissement. Comme le montre l'image du relevé Pan-STARRS, quatre des étoiles brillantes dans la ligne de visée de l'amas forment un quadrilatère et, au nord de celui-ci, trois autres dessinent un triangle. 

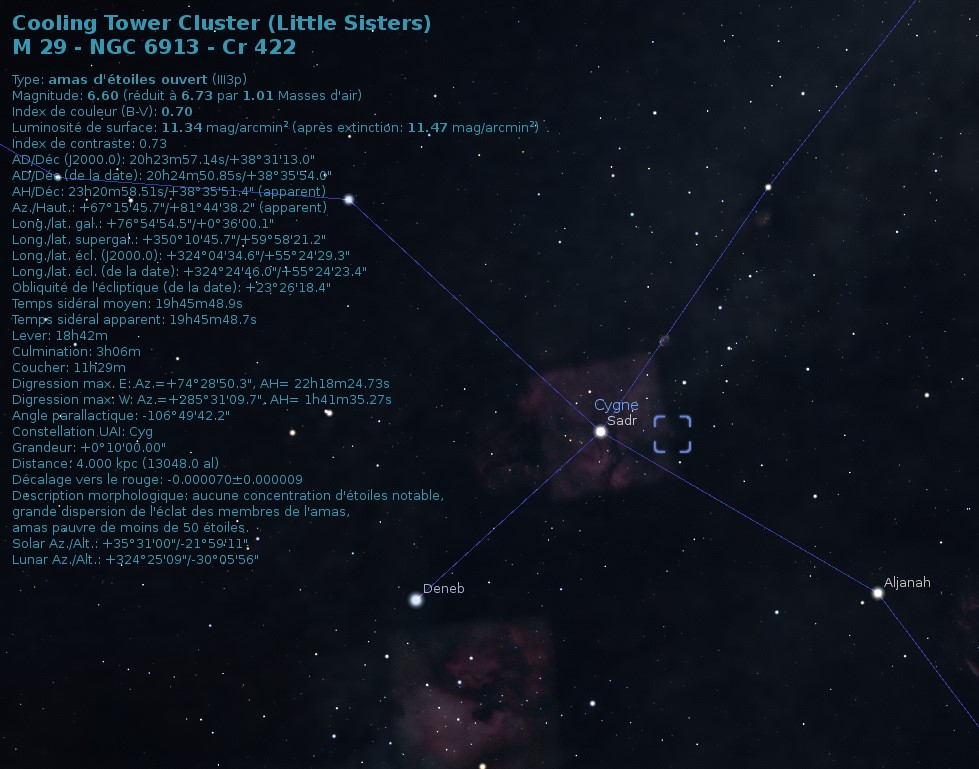
Emplacement de M29 dans la constellation du Cygne.

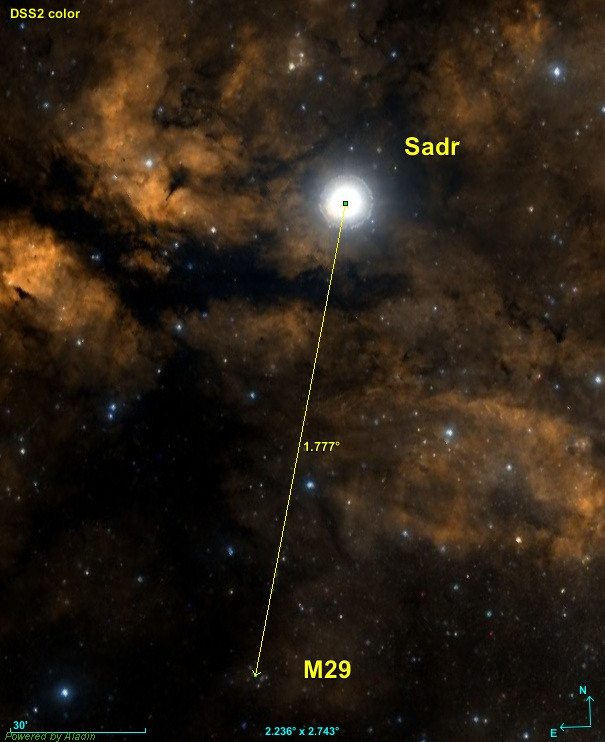
M29 est à environ 1,8° au sud-est de Gamma Cygni (Sadr).

## Histoire des observations
M29 a été découvert par l'astronome français Charles Messier qui l'a décrit comme un amas de sept ou huit étoiles très petites près de Gamma Cygni. 
L'amas a ensuite été redécouvert par Johann Elert Bode le 5 décembre 1744 et par Caroline Herschel le 6 avril 1783.
Messier 29 a par la suite fait l'objet d'observations et de descriptions par de nombreux autres astronomes : William Herschel en 1784, John Herschel en 1829, William Henry Smyth en 1835. John Herschel l'a inscrit dans son catalogue sous la désignation GC 4567. John Dreyer, auteur du New General Catalogue grandement inspiré de celui de John Herschel, a inscrit la découverte de Messier sous le désignation NGC 6913 en le décrivant comme un amas pauvre, peu dense, large et contenant de faibles étoiles. 

## Caractéristiques
Plusieurs caractéristiques apparaissent sur la base de données Simbad, mais une publication très récente (2023) basée sur les mesures de la parallaxe par le satellite Gaia a permis une mise à jour importante des données. Les données du « GAIA EARLY DATA RELEASE 3 (GAIA EDR3) » ont également permis aux auteurs (Almeida, Monteiro et Dias) de cette publication d'estimer la masse de 773 amas ouverts, dont celle de NGC 6913 qui est de 903 ± 180 {\displaystyle M_{\odot }}.

### Distance taille et vitesse
Cet amas est à 1 636 ± 47 pc du système solaire.
Deux autres récentes publications (2021) basées sur les mesures de la parallaxe des étoiles de M29 réalisées par le satellite Gaia indiquent des distances de 1 785 ± 107 pc (∼5 820 al) du système solaire, et de 1608 pc,. Ces deux distances sont en accord avec la valeur proposée par Almeida. La base de données Simbad indique aussi trois autres valeurs de la distance comprises entre 1148 pc et 1173pc, distances qui apparaissent dans des publications non récentes.
Trois valeurs de la vitesse sont indiquées sur Simbad : −19,60 ± 1,9 km/s, −17,42 ± 3,04 km/s et −16,9 ± 0,6 km/s. La moyenne et l'écart-type de ces trois valeurs est de −18,0 ± 1,4 km/s.
La taille apparente de l'amas est de 10 minutes d'arc,, ce qui, compte tenu de la distance égale à 1 636 ± 47 pc et grâce à un calcul simple, équivaut à une taille réelle de 15,5 ± 0,4 al.

### Age de M29
Toutes les sources s'entendent sur le fait que cet amas est très jeune. Le site WEBA et Lynga lui attribue un âge de 12,9 millions d'années (Ma) (log10 age = 7,111),, Mahmudunnobe et ses collègues un âge de 12,6 Ma (log10age = 7,1), une publication parue en 2019 un âge de 10,6+0,9
−0,8 Ma et un âge encore plus jeune de 4,5 Ma est proposé dans une publication de 2020. L'âge proposée par Almeida est de 7,7 ± 0,7 Ma.

### Les étoiles de M29
On peut décrire la figure formée par les huit étoiles les plus brillantes visibles dans la région de l'amas comme un quadrilatère (avec une extension vers le nord-ouest) surmonté d'un triangle. Ces étoiles sont représentées sur la figure ci-dessous par ordre croissant d'ascension droite de 1 à 7.

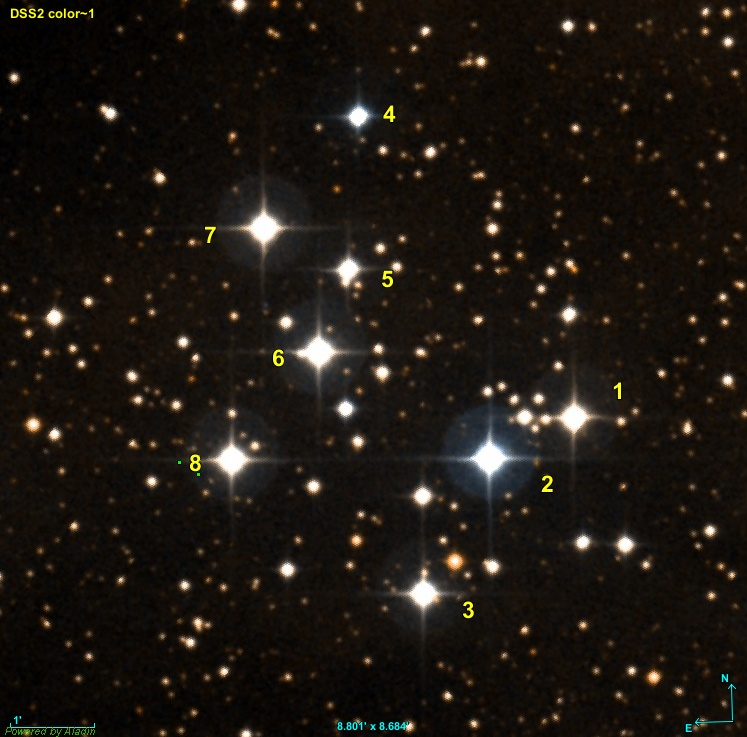
Les huit étoiles les plus brillantes dans la région de l'amas.

Le tableau ci-dessous résume les propriétés de ces étoiles. L'identification de étoiles a été réalisée avec le logiciel en ligne Aladin Lite et les données viennent de la base de données Simbad. 
| No. | Désignation    | A.D.             | D                | Parallaxe        | d (pc)     | d (al)     | mv    | Type       | Note      |
| --- | -------------- | ---------------- | ---------------- | ---------------- | ---------- | ---------- | ----- | ---------- | --------- |
| 1   | HD 229221      | 20h 24m 45.9571s | 38° 30′ 03.0598″ | 0,5488 ± 0,0117  | 1822 ± 39  | 5943 ± 127 | 9,281 | B0.2IIIe C | Étoile Be |
| 2   | V* V2031 Cyg N | 20h 24m 50.9890s | 38° 30′ 34.1147″ | 3,38852 ± 0,0436 | 295 ± 4    | 963 ± 12   | 8,645 | F0III C    | B. s.     |
| 3   | HD 229227      | 20h 24m 55.0190s | 38° 28′ 58.7625″ | 0,5384 ± 0,0109  | 1857 ± 38  | 6058 ± 123 | 9,36  | O9.7III(n) |           |
| 4   | HD 229233 N    | 20h 24m 58.9528s | 38° 34′ 36.0617″ | 2,8769 ± 0,0115  | 348 ± 1    | 1134 ± 5   | 10,53 | B0 D       |           |
| 5   | BD+38 4067     | 20h 24m 59.5373s | 38° 32′ 47.9178″ | 0,5501 ± 0,0125  | 1118 ± 41  | 5929 ± 135 | 10,24 | B0.5III D  |           |
| 6   | HD 229234      | 20h 24m 01.2948s | 38° 31′ 49.4809″ | 0,5761 ± 0,0136  | 1736 ± 41  | 5662 ± 134 | 8,94  | O9III C    | B. s.     |
| 7   | HD 229238 N    | 20h 24m 04.6592s | 38° 32′ 17.2785″ | 0,7133 ± 0,0307  | 1402 ± 60  | 4573 ± 197 | 8,942 | B0.5Ia C   | S. b.     |
| 8   | HD 229239 N    | 20h 24m 06.5478s | 38° 30′ 33.1703″ | 0,4426 ± 0,0276  | 2259 ± 141 | 7369 ± 460 | 9,05  | B0.2III C  |           |

- Ces étoiles sont à des distances hors des limites extrêmes obtenues des mesures du satellite Gaia et leur appartenance à l'amas est fort douteuse.
- B. s. Binaire spectroscopique.
- S. b. Supergéante bleue

La magnitude absolue de l'étoile la plus brillante (HD 229234) de l'amas est égale à -2,2570,052
-0,051. On peut obtenir la luminosité de cette étoile en utilisant l'équation suivante : L = {\displaystyle L_{\odot }} x 10({\displaystyle M_{\odot }} - M)/2,5 où {\displaystyle M_{\odot }} est la magnitude absolue du Soleil égale à 4,74. Le résultat donne une luminosité égale à 629 {\displaystyle L_{\odot }}. Le site de l'Observatoire de Paris cite une magnitude visuelle mv égale à 8,59 pour l'étoile la plus brillante, sans préciser ni son identification ni sa distance, et une magnitude absolue étonnante de -8,2 ce qui ne correspond pas aux données modernes concernant cet amas.
M29 est une partie de l'association Cygnus OB1 qui contient également cinq autres jeunes amas ouverts. Cependant, une autre source plus ancienne situe M29 au cœur de l'association Cygnus OB9. Depuis les données collectées par le satellite Gaia, l'estimation des étoiles membres des amas ouverts a connu plusieurs changements. Une publication récente 2021 fait état de changements pour neuf amas ouverts, dont NGC 6913 (M29). La distance estimée de l'amas dans cet article est de 1 148 pc, ce qui est inférieure aux estimations mentionnées précédemment. Selon les auteurs de cet article, M29 compterait 170 membres, ce qui est largement supérieur aux estimations passées.